# Gladijator (2000.)
Gladijator (eng. Gladiator) je povijesni spektakl Ridleyja Scotta iz 2000. s Russellom Croweom, Joaquinom Phoenixom, Connie Nielsen, Djimonom Hounsouom, Derekom Jacobijem i Richardom Harrisom. Crowe glumi generala Maksima Decidija Meridija (Maximus Decimus Meridius), prijatelja cara Marka Aurelija, kojeg izdaje i ubija njegov ambiciozni sin Komod (Phoenix). Zarobljen i porobljen na granicama Rimskog Carstva, Maksim se probija kroz gladijatorsku arenu kako bi osvetio ubojstvo svoje obitelji i svog cara.
Film je osvojio pet Oscara, uključujući nagradu za najbolji film. Pomogao je oživljavanju žanra povijesnog spektakla, s kasnijim filmovima kao što su Troja, Aleksandar, 300 i Scottovo Kraljevstvo nebesko.
Nastavak Gladijator 2 snimljen je 2024. godine. 

## Radnja
General Maksimo Decimo Meridije (Maximus Decimus Meridius) predvodi rimsku vojsku u pobjedi nad germanskim barbarima godine 180., okončava dugogodišnji rat i stječe poštovanje ostarjelog cara Marka Aurelija. Iako oslabjeli Aurelije ima sina, Komoda, privremeno vodstvo ipak želi predati Maksimu, sa željom da se moć postupno vrati rimskom Senatu. Aurelije priopćava Maksimu svoju odluku i ponudi mu da razmisli o tome prije nego kaže Komodu, koji nakon toga ubija oca. Komod, proglasivši se carem, upita Maksima za odanost, što ovaj odbija, shvativši Komodovu umiješanost u carevu smrt. Komod naređuje da smaknu Maksima i pošalje pretorijance da mu ubiju ženu i sina. Maksimo se opire svojim krvnicima i pohita kući, gdje otkriva pougljenjena i razapeta tijela u ruševinama svoje vile. Nakon što je pokopao ženu i sina, Maksima uhvati žalost i on pada na grobove.
Pronalaze ga trgovci robljem i odvode u Zucchabar, krševitu izmišljenu provinciju u Sjevernoj Africi, gdje ga kupuje Proksimo (Proximus), upravitelj lokalne škole za obuku gladijatora. Smućen i rezigniran zbog smrti obitelji i izdaje od strane svoga carstva, Maksimo se isprva odbija boriti, ali kako se počinje braniti u areni tako mu njegove impresivne borilačke vještine podižu popularnost među publikom. Dok vježba i bori se, Maksimo se sprijatelji s Hagenom, germanskim barbarom i numidijskim gladijatorom Jubom, afričkim lovcem koji mu postaje dobar prijatelj i pouzdanik i s kojim počinje razgovarati o zagrobnom životu.
U Rimu, Komod ponovno otvara gladijatorske borbe kako bi odao počast očevoj smrti, a Proksimova gladijatorska družina je angažirana da sudjeluje. U oživljavanju Bitke kod Zame (pogrešno nazvane Bitkom kod Kartage) u Koloseju, Maksimo predvodi Proksimove gladijatore do konačne pobjede protiv puno moćnijeg protivnika, na opće oduševljenje publike. Komod se spušta u arenu kako bi upoznao pobjednike i osupne se nakon što je ugledao Maksima. Car, u nemogućnosti da ubije Maksima zbog oduševljene gomile, odlazi iz arene namrgođen.
Kako se igre nastavljaju, Komod Maksimu suprotstavlja Tigra iz Galije, jedinog neporaženog rimskog gladijatora, u areni s tigrovima na lancu oko njih koji napadaju Maksima. Nakon napete bitke, Maksimo jedva svladava Tigra i počne čekati Komodovu odluku hoće li ubiti ili poštedjeti Tigra. Komod okreće palac prema dolje, ali Maksimo pošteđuje Tigra, namjerno uvrijedivši cara i zadobivši ovacije rulje na tribinama. Komod postaje još frustriraniji svojim ljutim neprijateljem, koji je sada postao poznat kao "Maksimo Milosrdni".
Nakon bitke, Maksimo susreće svojeg bivšeg slugu Cicerona koji mu otkriva da je mu je vojska još odana. Maksimo počne kovati urotu s Lucilom, Komodovom sestrom i senatorom Grakhom kako bi se vratio svojoj vojsci i svrgnuo Komoda. No, Komod, sumnjajući na sestrinu izdaju, zaprijeti njenom malom sinu i prisili je da otkrije plan. Pretorijanci upadaju u Proksimove prostorije, sukobivši se s gladijatorima, dok Maksimo uspijeva pobjeći. Hagen i Proklsimo su ubijeni u opsadi dok su Juba i preživjeli zarobljeni, a Maximo bježi prema gradskim zidinama. Međutim, upada u pretorijansku zasjedu u kojoj Ciceron biva ubijen.
Zaključivši kako legende rođene u Koloseju tamo moraju i umrijeti, Komod izazove Maksima na dvoboj pred oduševljenom masom. Shvativši da je Maksimo mnogo sposobniji, Komod ga prije bitke ubode bodežom i sakrije ranu oklopom. U areni, dvojica razmjenjuju udarce, sve dok Maksimo ne istrgne Komodu mač iz ruku i zarije mu skrivenu bodež u vrat. Komod pada na tlo sada utihlog Koloseja dok Maksimo, jedva stojeći na nogama, ugleda svoju ženu i sina u zagrobnom životu. Pruža im ruku, ali ga pretorijanski prefekt Kvint (Quintus) vraća u stvarnost i upita za upute. Maximo naređuje da se oslobode Proksimovi gladijatori i senator Grakho, kojeg vraća u službu i naređuje mu da Rim vrati pod upravu Senata. Maksimo pada, a Lucilla mu pritrči u pomoć. Nakon što se uvjerio da su ona i njezin sin dobro, on umire i odlazi u zagrobni život k svojoj obitelji. Senator Grakho i Proksimovi gladijatori odnose Makximovo tijelo iz Koloseja. Sada slobodan, Juba zakopava dvije male Maksimove statue njegove žene i sina u zemlju gdje je Maksimo umro.

## Glumci
| Glumac              | Lik                      | Uloga |
| ------------------- | ------------------------ | --- |
| Russell Crowe       | Maximus Decimus Meridius | Rimski general u Germaniji koji postaje rob i traži osvetu protiv Komoda. Prije događaja iz filma je uživao povjerenje Marka Aurelija i Lucillino divljenje. Njegov dom je u Španjolskoj blizu Trujilla. |
| Joaquin Phoenix     | Komod                    | Ambiciozni i sociopatični mladić. Ubija svog oca, a želi i sestru Lucillu. Postaje rimski car po očevoj smrti.                                                                                           |
| Connie Nielsen      | Lucilla                  | Starije dijete Marka Aurelija. Nedavno je ostala udovica. Čini se da joj je Maksimo simpatija iz prošlosti. Pokušava odbiti incestuoznu pohotu svog brata dok u isto vrijeme štiti svog sina, Lucija.    |
| Djimon Hounsou      | Juba                     | Numidijski domorodac kojeg su trgovci robljem odveli od kuće i obitelji i koji postaje Maksimov bliski saveznik.                                                                                         |
| Oliver Reed         | Proksimo                 | Stari čangrizavi trgovac koji kupuje Maksima u Sjevernoj Africi. I sam je bivši gladijator kojeg je oslobodio Marko Aurelije.                                                                            |
| Derek Jacobi        | Senator Grakho           | Jedan od senatora koji se protive Komodu, a kasnije pristaje pomoći Maksimu u carevu svrgavanju. |
| Ralf Moeller        | Hagen                    | German, Proksimov glavni gladijator. Tijekom bitki u Rimu se sprijateljuje s Maksimom i Jubom. |
| Spencer Treat Clark | Lucije Ver               | Izmišljeni sin Lucija Vera i Lucille. |
| Richard Harris      | Marko Aurelije           | Rimski car koji želi vratiti republikansku upravu, ali ga ubija sin Komod. |
| Tommy Flanagan      | Ciceron                  | Rimski vojnik i Maksimov odani sluga koji ga informira dok je ovaj u roblju. |
| Tomas Arana         | General Quintus          | Drugi rimski general i Maksimov prijatelj. Postaje odan novom caru koji ga zato imenuje zapovjednikom pretorijanaca.                                                                                     |
| John Shrapnel       | Gaj                      | Sentor blizak Grakhu. |
| David Schofield     | Senator Falko            | Patricijski senator koji se protivi Republici i pomaže Komodu da konsolidira svoju moć. |
| Sven-Ole Thorsen    | Tigar od Galije          | Navodno neporaženi gladijator koji se vraća iz mirovine kako bi se suprotstavio Maksimu. |

## Produkcija

### Scenarij
Gladijator je nastao na temelju originalnog scenarija Davida Franzonija, koji je napisao sve rane verzije. Franzoni je potpisao ugovor na tri film s DreamWorksom kao scenarist i koproducent na temelju svog ranijeg rada, Amistada Stevena Spielberga. Franzoni nije bio klasični pisac, ali je pod utjecajem romana Daniela P. Mannixa iz 1958., Oni koji će umrijeti, odlučio pozornost posvetiti Komodu. U Franzonijevoj prvoj verziji, od 4. travnja 1998., protagonista je nazvao Narcis po imenu hrvača koji je udavio cara Komoda. 
Producenti Walter Parkes i David Wick su kontaktirali Ridleyja Scotta. Pokazali su mu primjerak slike Pollice Verso Jean-Leona Geromea iz 1872. Scotta je privuklo snimanje svijeta antičkog Rima. No, nije bio zadovoljan Franzonijevim dijalozima pa je angažirao Johna Logana da prepravi scenarij po njegovu ukusu. Logan je prepravio dobar dio prvog čina i dodao odluku da se ubije Maksimova obitelj kako bi se pojačala junakova motivacija.
Dva tjedna prije snimanja, glumci su još prigovarali zbog scenarija. William Nicholson je doveden u studije Shepperton kako bi učinio Maksima osjećajnijim, prepravivši njegovo prijateljstvo s Jubom i dodavši motiv zagrobnog života. Rekao je "nije htio vidjeti film o čovjeku koji želi nekoga ubiti." David Franzoni je kasnije doveden kako bi preradio Loganove i Nicholsonove prepravke, a dobio je i status producenta. Nakon što je doveden Nicholson, počeo se vraćati na Franzonijeve originalne ideje i vratio nekoliko scena. Franzoni je kao producent nadgledao razvoj scenarija i branio svoju originalnu viziju. Kasnije je s producentima Douglasom Wickom i Brankom Lustigom podijelio Oscar za najbolji film.
Scenarij je prošao mnogo prerada i revizija na sugestije Russella Crowea. Crowe je propitivao svaki aspekt scenarija i otišao sa seta nakon što nije dobio odgovore. Prema direktoru DreamWorksa, "(Russell Crowe) je pokušao prepraviti cijeli scenarij na licu mjesta. Znate onu veliku rečenicu u foršpanu, "U ovom životu ili sljedećem, imat ću svoju osvetu'? Isprva ju je s gnušanjem odbio izgovoriti." Nicholson, treći i konačni scenarist, kaže da mu je Crowe rekao, "Tvoje rečenice su smeće, ali ja sam najbolji glumac na svijetu i mogu učiniti da i smeće dobro zvuči." Nicholson je dodao, "vjerojatno su moje rečenice bile smeće, ali opet ih je on izgovorio."

### Snimanje
Film je snimljen na tri velike lokacije između siječnja i lipnja 1999. Uvodna scena bitke u šumama Germanije je snimana tri tjedna u Bourne Woodsu, pokraj Farnhama, Surey u Engleskoj. Scene s robovima, putovanja u pustinji i gladijatorske škole su snimane u Quarzazateu, Maroko tri tjedna. Scene drevnog Rima snimljene su u devetnaest tjedana na Malti uz korištenje multikulturalne radne snage koja je dovedena do granica izdržljivosti.
Replika jedne trećine rimskog Koloseja izgrađena je na Malti, dok su ostale dvije trećine dodane digitalnim putem. Replika se gradila mjesecima, a stajala je oko milijun dolara.

### Postprodukcija
Za digitalne efekte se pobrinula europska postprodukcijska tvrtka The Mill. Neki od efekata bili su pravi tigrovi snimani ispred plavog ekrana u borbenim scenama i uvodne scene s gorućim strijelama. Koristili su i 2000 živih glumaca kako bi stvorili digitalnu gomilu od 35 000 virtualnih glumaca koji su morali biti uvjerljivi i reagirati u borbenim scenama.
Neočekivani postprodukcijski posao uzrokovan je iznenadnom smrću Olivera Reeda od srčanog udara tijekom snimanja na Malti prije nego što su sve scene bile snimljene. U Millu su izradili njegovog digitalnog dvojnika kako bi ga zamijenio u preostalim scenama u kojima se pojavljuje Proksimo snimajući digitalnog dvojnika u sjeni i digitalno maskirajući Reedovo lice u preostalim scenama. Film je posvećen uspomeni na Reeda.

## Utjecaji

### Povijesni
Film većim dijelom nije temeljen na stvarnim povijesnim događajima. No, iako su producenti kontaktirali stručnjake za Rimsko Carstvo iz akademskih krugova kako bi stvorili vjerodostojan prikaz tog razdoblja, scenaristi su dodali nekoliko povijesnih devijacija.
Rimski carevi prikazani u filmu su Marko Aurelije (kojeg glumi Richard Harris), koji je vladao od 161. – 180. g., i njegov sin, poremećeni Komod, koji je vladao od 180. – 192. i proveo većinu, ako ne i sve, vremena organizirajući gladijatorske borbe, navodno jer je bio opsjednut sportom. Prikaz Komoda je mnogo razvodnjeniji nego u senatorskim izvorima kao što je Carska povijest (Historia Augusta) koja opisuje Komoda kao mnogo krvožednijeg. Komodovo ubojstvo oca u filmu je potpuno izmišljeno. Komod je bio jedini rimski car koji se borio kao gladijator (iako postoje navodi da je i Kaligula činio isto). No, Komoda je udavio hrvač, a nije ubijen u dvoboju u areni kako to opisuje film.
Lucilla je bila Komodova sestra te je bila udana za Lucija Vera (koji se u filmu spominje kao pokojni otac njezina sina Lucija Vera, ali ne kao i suvladar), suvladara njezina oca do njegove smrti 169.g. Incest, ili pokušaj incesta između Komoda i Lucille u filmu nema povijesnih utemeljenja, iako postoje glasine kako je Komod počinio incest s drugim sestrama. Lucilla jest bila umiješana u urote senata da se ubije njen brat. 182., nakon pokušaja ubojstva Komoda, Lucilla je prognana na Kapri, a kasnije je smaknuta po bratovim naredbama.
Bitka počinje točno: Rimljani bombardiraju suparnike strijelama, balistama i katapultima, a zatim šalju legionare u uskim formacijama da započnu bitku prsa o prsa (dok konjica napada neprijatelja sa strane). No, dok maršira prema barbarskoj hordi, cijela je formacija prikazana u poravnatoj formaciji - koja nije nudila taktičke prednosti. Rimska vojska obično bi se razdvajala u nekoliko grupa od 480 ljudi koje su bile poznate kao kohorte. Scena koja prikazuje bitku nije povijesno točna jer legionari napuštaju formaciju holivudskom akcijskom stilu kako bi započeli bitku s Germanima jedan na jedan, u kojoj su barbari nadmoćniji. U stvarnosti, Rimljani su favorizirali skupljene formacije, a legionari ih nisu razbijali osim ako ne bi dobili naredbe o povlačenju ili ako bi silom bile razbijene. U potonjem slučaju gotovo uvijek bi bili pobijeni, osim ako se ne bi uspjeli pregrupirati ili stići do prijateljskih linija.
Grad Rim i Kolosej (tada zvan Flavijev amfiteatar) su točno predočeni, iako su topografija, pogledi i tlocrt drevnog centra Rima oko njega izmišljeni. Nadalje, u filmu postoji scena u kojoj se u gradu dijele leci na kojima se oglašavaju gladijatorske borbe. No, masovna distribucija takvih letaka prije izuma tiska bi bila nepraktična.
U filmu se spominje postrojba rimske vojske smještene u Ostiji, dok se u stvarnosti, uz iznimku pretorijanske garde i simbola, legije nisu smjele vraćati u Italiju.
Lik Maksima je izmišljen, iako je po nekim osobinama sličan Narcisu (ime lika u prvoj verziji scenarija i stvarni Komodov ubojica) i Spartaku (koji je predvodio sličan ustanak robova).
U filmu, Gaj primjećuje kako je "Rim osnovan kao Republika". Grad je zapravo osnovan kao monarhija. Rim je postao republika kad je obranio nezavisnost od Etruščana, a kralj Lucije Tarkvinije Oholi je proglašen nepoželjnim 510. pr. Kr. Ne postoje stvarni dokazi da je Marko Aurelije htio vratiti republikansko uređenje. Zapravo, Marko Aurelije je proglašenjem Komoda svojim nasljednikom ponovno uspostavio praksu nasljeđivanja (Marko Aurelije je bio zadnji od tzv. "Pet dobrih careva", tijekom čijeg je perioda car za svoje nasljednike postavljao najbolje ljude, činivši tako carstvo meritokracijom).
Nakon Komodove smrti car je postao general Pertinaks, što se ne spominje u filmu.

### Raniji filmovi
Radnja filma je pod utjecajem dvaju holivudskih povijesnih spektakala iz šezdesetih, Pad Rimskog Carstva i Spartaka.
Pad Rimskog Carstva (1964.) govori o Liviju, koji je kao Maksimo u Gladijatoru nasljednik Marka Aurelija. Livije je zaljubljen u Lucillu (Maksimo je prije bio zaljubljen u nju). Oba filma govore o ubojstvu Marka Aurelija i Komodovu zasjedanju na tron nakon saznanja da je stari car za svog nasljednika mislio imenovati Livija/Maksia. U Padu Rimskog Carstva grupa urotnika se nada da će izvući korist od Komodova stupanja na prijestolje, dok Komod naređuje da Marka Aurelija otruju; u Gladijatoru Komod sam zadavi oca. U Padu Rimskog Carstva Komod daje Liviju dio vlasti kako bi ga držao odanim protiv njegove volje; u Gladijatoru Komod pokušava ubiti Maksima, ali ne uspijeva. Livije i Maksimo traže osvetu za Marka Aurelija ubojstvom Komoda; vrhunac oba filma je njihov međusobni dvoboj.
Spartak je zaslužan za gladijatorski motiv, kao i za lik Grakha, izmišljenog senatora koji je u oba filma stariji državnik antičkog Rima koji pokušava zadržati ovlasti u Senatu pred ambicioznim autokratom - Marka Licinija Krasa u Spartaku i Komoda u Gladijatoru. Zanimljivo, oba glumca koja su igrali Grakha (u Spartaku i Gladijatoru), su u prethodnim filmovima igrali Klaudija - Charles Laughton iz Spartaka je glumio Klaudija u filmu iz 1937., Ja, Klaudije, a sir Derek Jacobi iz Gladijatora je nastupio u toj ulozi u istoimenoj BBC-jevoj ekranizaciji iz 1975. U oba filma se javlja ista scena, gdje gladijator (ovdje Maximo, u Spartaku Draba - Woody Strode) baca svoje oružje u ložu na kraju obračuna.
Prikaz Komodova ulaska u Rim sličan je prizoru iz nacističkog propagandnog filma Leni Riefenstahl, Trijumf volje (1934.), iako je Ridley Scott istaknuo da je ikonografija nacističkih skupova bila inspirirana Rimskim Carstvom. Gladijator je na film preslikao slične događaje koji su se dogodili u povorci Adolfa Hitlera. Nacistički film počinje s pogledom iz zraka na Hitlerov dolazak u avionu, dok Scott prikazuje pogled na Rim nakon kojeg slijedi kadar gomile ljudi koji gledaju dok Komod prolazi pokraj njih u kočiji. Prva stvar koja se pojavljuje u Trijumfu volje je nacistički orao, na što se aludira statuom orla koja stoji na vrhu jednog koplja (nakon čega slijedi još nekoliko ukrasnih orlova), poslije čega se pozornost okreće na Komodovu povorku. U jednom trenutku u nacističkom filmu djevojčica Hitleru daje cvijeće, dok Komod susreće nekoliko djevojčica koje mu daju svežnjeve cvijeća.

## Soundtrack
Glazbu nominiranu za Oscara skladali su Hans Zimmer i Lisa Gerrard, dok je dirigent bio Gavin Greenway. Vokali Lise Gerrad slični su onima iz njenog rada za film Probuđena savjest. Glazba za bitke navodno je bila slična onoj pokojnog Gustava Holsta iz "Mars: The Bringer of War", a u lipnju 2006. Zaklada Holst je tužila Hansa Zimmera za plagiranje Holstova djela. Slična glazba pojavljuje se u sceni Komodova trijumfalnog povratka u Rim. 27. veljače 2001., gotovo godinu dana nakon objavljivanja prvog soundtracka, Decca je producirala Gladiator: More Music From the Motion Picture. 5. rujna 2005. su izdali dvostruko izdanje s dva soundtracka nazvano Gladiator: Special Anniversary Edition. Neka glazba se pojavila u doigravanju NFL-a u siječnju 2003. prije reklama i prije i nakon poluvremena. Luciano Pavarotti je 2003. objavio vlastitu snimku s pjesmom iz filma te je dodao kako je požalio što je odbio ponudu da bude izvođač na soundtracku.

## Kritike
CNN.com je naveo Bitku za Germaniju kao jednu od "najboljih filmskih ikad", dok je Entertainment Weekly izabrao Maximusa kao njihova šestog najboljeg akcijskog junaka. Roger Ebert bio je jedan od onih koji nisu imali riječi pohvale za film; napisao je kako film izgleda "zbrkan, nejasan i mutan".
Film je bio jedan od najuspješnijih 2000. godine, sa zaradom u svijetu od 457,640,427 dolara. Oživio je žanr povijesnih spektakala pa su nakon njega snimljeni filmovi kao što su Troja, Aleksandar, 300 i Kraljevstvo nebesko.

### Nagrade
Gladijator je bio nominiran na 36 dodjela, uključujući 73. dodjelu Oscara, BAFTA nagrade i Zlatne globuse. Od 119 nominacija, film je osvojio 48 nagrada.
Osvojio je pet Oscara te bio nominiran za još sedam, uključujući najboljeg sporednog glumca za Joaquina Phoenixa i najboljeg redatelja za Ridleyja Scotta. Bilo je kontroverzi oko nominacije za najbolji originalni glazbeni broj. Zbog Akademijinih pravila, nominiran je samo Hans Zimmer, ali ne i Lisa Gerrard. No, par je osvojio Zlatni globus.
- Oscari
  - Najbolji film
  - Najbolji glumac (Russell Crowe)
  - Vizualni efekti
  - Najbolji dizajn kostima
  - Najbolji zvuk
- Eddie nagrade
  - Najbolje montirani dramski dugometražni film
- Nagrade Ceha filmskih scenografa
  - Najbolja scenografija - povijesni ili fantastični filmovi
- BAFTA nagrade
  - Najbolja fotografija
  - Najbolja montaža
  - Najbolji film
  - Najbolja scenografija
- Zlatni globusi
  - Najbolji film - drama
  - Najbolja originalna glazba
- Nagrade Društva filmskih kritičara Las Vegasa
  - Najbolji dizajn kostima
  - Najbolji DVD
  - Najbolja montaža
  - Najbolja glazba
  - Najbolji vizualni efekti
- Nagrade Londonskih filmskih kritičara
  - Glumac godine (Russell Crowe)

## DVD izdanje
Film je prvi put objavljen na DVD-u 20. studenog 2000., a od tada su objavljivane produžene i posebne verzije. U specijalnim dodacima se nalaze izbačene scene, foršpani, dokumentarci, komentari, galerije slika, skrivene poruke i audicije. Na DVD-u se nalazi nekoliko izbačenih scena uključujući:
- Nakon bitke na početku filma, Maksimo hoda kroz rimski logor pregledavajući svoje ranjene vojnike.
- Nakon što su Maksima odveli u područje izvan arene, on ugleda lavove, grupu kršćana i nekoliko lešinara koji jedu mrtvo tijelo. Proksimo predloži okladu prijatelju hoće li Maksimo, Juba i Hagen preživjeti prvu borbu.
- Proksimo upućuje Maksima da ne ubija druge gladijatore tako brzo i da zabavi publiku.
- Maksimo gleda kako lavovi u areni počinju žderati kršćane bez ruku.
- Lucilla se susreće s nekoliko članova Senata u tajnoj Grakhovoj rezidenciji nakon njihovih prigovora o Komodovu slabom vodstvu. Lucilla otkriva kako Komod, kako bi platio svakodnevne gladijatorske igre, prodaje rimske zalihe žita što će ubrzo ostaviti grad bez hrane na dvije godine. Planira i raspustiti Senat, a Lucilla im kaže da Komod mora biti ubijen. No, Grakho joj odvraća kako će pričekati dok Komod ne bude po volji narodu te da će ga ubiti onda kad stekne dovoljno neprijatelja.
- Nakon što je saznao da je Maksimo preživio gladijatorsku borbu, Komod odlazi u tamnu sobu s bistama prijašnjih rimskih lidera. Uzima mač i počne udarati očevu bistu, nakon čega je u suzama počne grliti i ljubiti.
- Komod nadgleda smaknuće dvojice pretorijanaca optuženih za izdaju jer su se pokazali nesposobnima smaknuti Maksima u Germaniji. Kvint pokuša intervenirati, tvrdeći da su oni dobri vojnici. Komod zaključi da bi možda Kvint, kao general, mogao biti odgovoran. Kvint nevoljko daje naredbu, a dvojica bivaju ubijeni strijelama dok Komod stoji između njih.
- Komod naređuje da se špijuniraju mogući izdajnici. Dok Proksimo pije vino, ugleda kako ga gledaju trojica muškaraca.

## Vanjske poveznice
- Gladijator u internetskoj bazi filmova IMDb-a
- Gladijator na Rotten Tomatoes
- Gladijator na Box Office Mojo